# Chromaticity
Chromaticity es el décimo álbum de estudio del guitarrista estadounidense Tony MacAlpine, lanzado el 7 de agosto de 2001 a través del sello Shrapnel Records.

## Lista de canciones
1. "Christmas Island" - 5:43
2. "Chromaticity" - 5:35
3. "City Beneath the Sea" - 6:14
4. "Digitalis Destructi" - 4:39
5. "Isis" - 5:21
6. "Prince of Light" - 4:36
7. "Still Valley" - 5:05
8. "Avenger" - 5:08
9. "Eye of the Soul" - 6:08
10. "Etude Nr. 8 Op. 10" - 2:16

## Personal
- Tony MacAlpine – guitarra
- Steve Smith – batería
- Barry Sparks – bajo